# 浙江弗蛛
浙江弗蛛（学名：Floronia zhejiangensis）为皿蛛科弗蛛属的动物。在中国大陆，分布于浙江等地。该物种的模式产地在浙江。